# Ernst Haeckel
Pour les articles homonymes, voir Haeckel.
Ernst Haeckel (/ˈɛɐ̯nst ˈhɛkl̩/), né le 16 février 1834 à Potsdam et mort le 9 août 1919 à Iéna, est un biologiste, philosophe et libre penseur allemand. Il fait connaître les théories de Charles Darwin en Allemagne et développe une théorie des origines de l'être humain.
Haeckel est médecin, puis professeur d'anatomie comparée et est l’un des premiers scientifiques qui comprend la psychologie comme une branche de la physiologie. Il participe également à l'introduction de certaines notions de la biologie moderne comme celles d’« embranchement » ou d'« écologie ». Haeckel désigne également la politique comme de la biologie appliquée. Il esquisse sur des bases scientifiques l'idéologie Weltanschauung du monisme et fonde le 11 janvier 1906 le Deutscher Monistenbund (Union moniste allemande) à Iéna.
Ernst Haeckel contribue beaucoup par ses écrits à la diffusion de la théorie de l'évolution. Il passe pour un pionnier de l'eugénisme, bien qu'il n'ait eu lui-même aucune conception eugéniste, car il escomptait, confiant dans les progrès dus à l'évolution, un plus grand développement et aucunement  une « dégénération ». Comme d'autres organisations de libres penseurs, l'union moniste allemande fut interdite en 1933 par les nazis. Les idéologues nazis ont utilisé des extraits de ses écrits comme justification de leurs théories racistes et du darwinisme social, mais en même temps, ils ont déclaré que des éléments essentiels de la vision du monde de Haeckel étaient incompatibles avec le point de vue du national-socialisme.
Sa mémoire est entachée par l'usage qu'il fait de dessins frauduleux pour mieux appuyer sa « théorie de la récapitulation ».

## Biographie

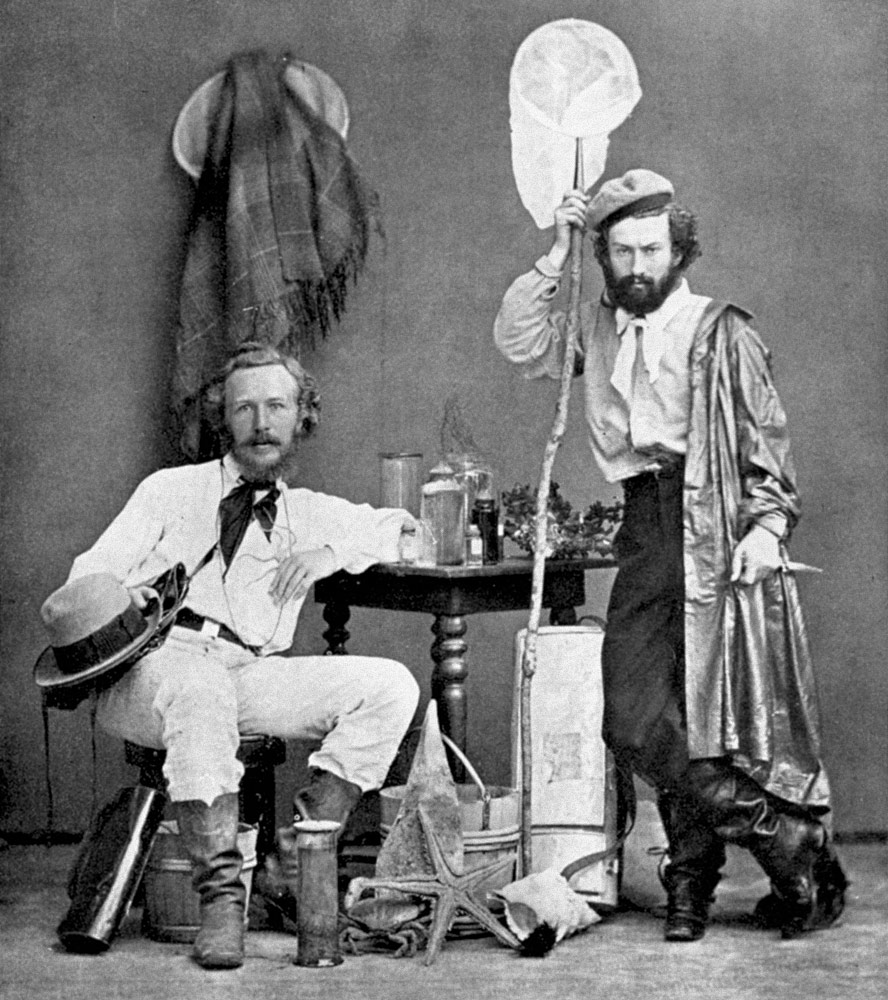
Ernst Haeckel et son assistant Nikolaï Mikloukho-Maklaï aux îles Canaries en 1866.

Ernst Haeckel est né en 1834 à Potsdam de Charlotte et Philipp August Haeckel, un conseiller du gouvernement. En 1852, il obtient son Abitur (diplôme d'études secondaires). Puis il entreprend des études de médecine et de sciences naturelles à Wurtzbourg, à Berlin et à Vienne, principalement chez Albert von Kölliker, Franz von Leydig, Rudolf Virchow, chez qui il travaille plus tard brièvement comme assistant, et chez Johannes Müller.
En 1857 et 1858, Ernst Haeckel obtient son doctorat de médecine, puis il obtient son autorisation d'exercer la médecine (Approbation). De 1859 à 1860, Haeckel fréquente un cours de biologie marine dans la baie de Naples en Italie avant de revenir en Prusse pour y exercer la médecine. La profession de médecin parait alors à Haeckel moins désirable, car il craint le contact avec des patients souffrants.
En 1861, après seulement une année de pratique, il obtient son habilitation et un poste de conférencier (Privat-docent) en anatomie comparée à l’université d'Iéna avant de devenir, l’année suivante professeur extraordinaire d’anatomie comparée à l’institut de zoologie de l’université.
En 1862, il épouse sa cousine Anna Sethe.
En 1862, il tient son premier cours magistral sur l'origine des espèces. En 1865, il devient docteur honoris causa en philosophie et obtient un poste de professeur titulaire en zoologie, qui fait partie à cette époque de la faculté de philosophie d’Iéna.
De 1866 à 1867, Ernst Haeckel entreprend un voyage dans les îles Canaries et prend part à la première ascension hivernale du Teide. À cette époque il rencontre Thomas Huxley, Charles Lyell et Charles Darwin. Après avoir rendu visite à ce dernier en Angleterre en 1866, il devient son disciple. Il est un partisan convaincu de la théorie de l'évolution et popularise le travail de Darwin en Allemagne.
En 1867, il épouse Agnes Huschke, de qui il a un fils, Walter, en 1868 et deux filles Elisabeth (1871) et Emma (1873).
De 1866 à 1873, il voyage sur les côtes de la mer du Nord (Norvège en 1869), en Dalmatie (1871), sur les côtes de la mer Rouge (1873), en Turquie et en Grèce, pour y poursuivre ses recherches sur les animaux inférieurs.
À partir de 1876, Haeckel est vice-recteur de l'université d'Iéna et il entreprend une série de conférences dans toute l'Allemagne. Jusqu'en 1879, il réalise de nombreux voyages vers l'Angleterre et l'Écosse, au cours desquels il rencontre à plusieurs reprises Charles Darwin, ainsi qu'un voyage à Corfou.
En 1881-1882, il parcourt les mers tropicales et Ceylan.
En 1882, Haeckel prend part à la construction de la villa Medusa et à l'installation de l'institut de zoologie de l'université d'Iéna.
Il voyage en 1887 en Palestine, en Syrie et en Asie Mineure ; en 1890 en Algérie, en 1897 à travers le sud de la Finlande et de la Russie, en 1899 en Corse et en 1900 pour la deuxième fois sous les tropiques. C'est également à cette époque que démarre son amitié avec Frida von Uslar-Gleichen (1864-1903).
Haeckel a également une activité politique : il est membre de la Ligue Pangermanique et devient en 1905 membre d'honneur de la « Société pour l'Hygiène de la Race » (Gesellschaft für Rassenhygiene). Afin de répandre son idéologie moniste, il fonde en 1906 l'union moniste à l'institut de zoologie d'Iéna.
En 1907, il entreprend son dernier grand voyage vers la Suède. En 1908, il fonde le musée de phylogénie d'Iéna.
En 1909, Haeckel achève sa carrière d'enseignant ; en 1910, il se retire de l'Église protestante. Sa femme Agnès meurt en 1915 et à partir de là sa santé commence à décliner fortement (fracture du col du fémur, fracture du bras). En 1918, il vend la villa Medusa à la fondation Carl Zeiss. Il meurt le 9 août 1919.

## Haeckel, un chercheur populaire

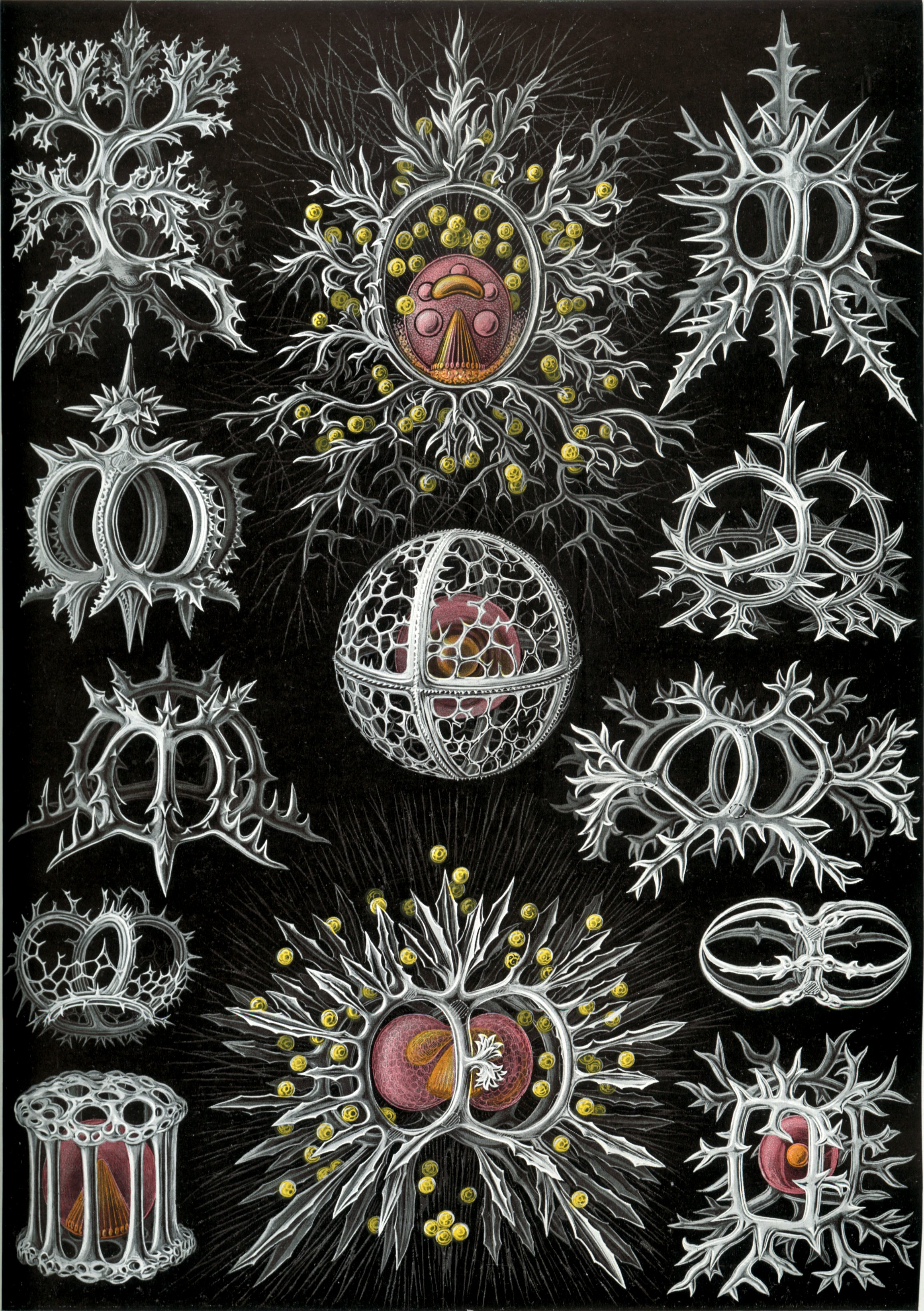
Illustration no 71 Stephoidea de Formes artistiques de la nature, 1904.

Les idées de Haeckel ont une grande influence sur l'histoire de la théorie de l'évolution. Il est considéré comme le père de l'écologie, discipline qui cherche à étudier les rapports entre un organisme et son environnement et le créateur du terme écologie en 1866. Ce mot vient du grec ancien οἶκος / oîkos signifiant « demeure, station, milieu). Pour lui, l’œcologie (suivant sa propre graphie) désigne l’étude des relations unissant les organismes vivants.
Haeckel décrit des centaines de nouvelles espèces. Inspiré par le linguiste August Schleicher, avec qui il est ami à Iéna, il introduit l'arbre phylogénétique pour la représentation  de l'évolution dans la biologie. Haeckel propose le premier l'idée de l'origine commune de tous les organismes. Il tenait d'ailleurs pour certaine la filiation à trois groupes.
L'un de ses ouvrages, Les Énigmes de l'univers, est publié à 400 000 exemplaires et traduit dans de nombreuses langues. Certains de ses ouvrages, tels que Kunstformen der Natur (Formes artistiques de la nature, 1904), sont ornés de magnifiques illustrations. C’est lui qui imagine la création d’arbres des organismes afin de montrer de façon pédagogique des exemples de l’évolution.
Il est également à l'origine de la « théorie de la récapitulation » de la phylogenèse par l'ontogenèse, qu’il propose dans son livre de 1866, Generelle Morphologie der Organismen. Aujourd'hui controversée, cette théorie soutient l'idée selon laquelle l'histoire du développement individuel (ontogenèse) est la récapitulation sur une courte période de l'histoire anatomique de l'espèce (phylogenèse) : ainsi un organisme récapitule tous les stades de l'évolution qui ont précédé son ontogenèse, de l’œuf au stade adulte. Haeckel émet aussi l’idée que l’origine de la vie est déterminée par des facteurs physiques et chimiques comme la lumière, la présence d’oxygène, l’eau et le méthane.

## Principales contributions scientifiques
Les travaux qui font connaître Haeckel parmi les biologistes, sont principalement des monographies de biologie marine sur les radiolaires (1862, 1887), les éponges calcaires (1872), les méduses (1879-1880) et les siphonophores (1869, 1888). Ces travaux lui permettent d'obtenir un poste de professeur d'université, puis plus tard une chaire de zoologie à Iéna. Très travailleur, lors de la description des radiolaires accumulés par l'expédition britannique Challenger, il nomme plus de 3 500 nouvelles espèces. Sa partie du rapport de l'expédition Challenger regroupe trois volumes avec 2 750 pages et 140 planches détaillées de ces fragiles organismes. Haeckel n'est pas seulement un grand chercheur mais aussi un dessinateur talentueux, les représentations et planches de sa main impressionnent par leur fidélité à la nature et leur qualité plastique. En raison de l’abondance des espèces représentées, ces planches gardent encore aujourd'hui un grand intérêt scientifique.
Après 1859, Haeckel prend connaissance des idées de Darwin sur l'origine des espèces. L'ouvrage de Haeckel Generelle Morphologie (1866) est un travail historique, qui marque le début de nombreux ouvrages de synthèse sur différents domaines de la biologie, à la lumière de la théorie de l'évolution. Darwin le cite abondamment dans sa publication de 1871 The Descent of Man (La descendance de l'homme et la sélection sexuelle), dont l'introduction comprend une mention spéciale sur cet ouvrage de Haeckel.
Après la Morphologie générale, Haeckel commence à publier des ouvrages de vulgarisation pour un public de profanes, en adaptant souvent ses cycles de conférences. Celles-ci partent de la théorie de l'évolution pour aborder les aspects scientifiques aussi bien que philosophiques qui sont intimement liés  dans la conception moniste des choses.
Le plus populaire de ses ouvrages, en Allemagne et à l'étranger, est son Die Welträthsel paru en 1899. Il est traduit et publié en français en 1902 sous le titre Les Énigmes de l'Univers. Vers 1900, Haeckel arrête son travail scientifique, ne publiant essentiellement plus que des ouvrages de vulgarisation qui exposent ses propres réflexions. On a aussi de lui des récits de voyages et un volume d’aquarelles. Une édition posthume en 6 volumes, Gemeinverständlichen Werke, propose la plus importante vue d'ensemble sur les écrits de Haeckel.

### Histoire de la Création des êtres organisés d'après les lois naturelles(1868)

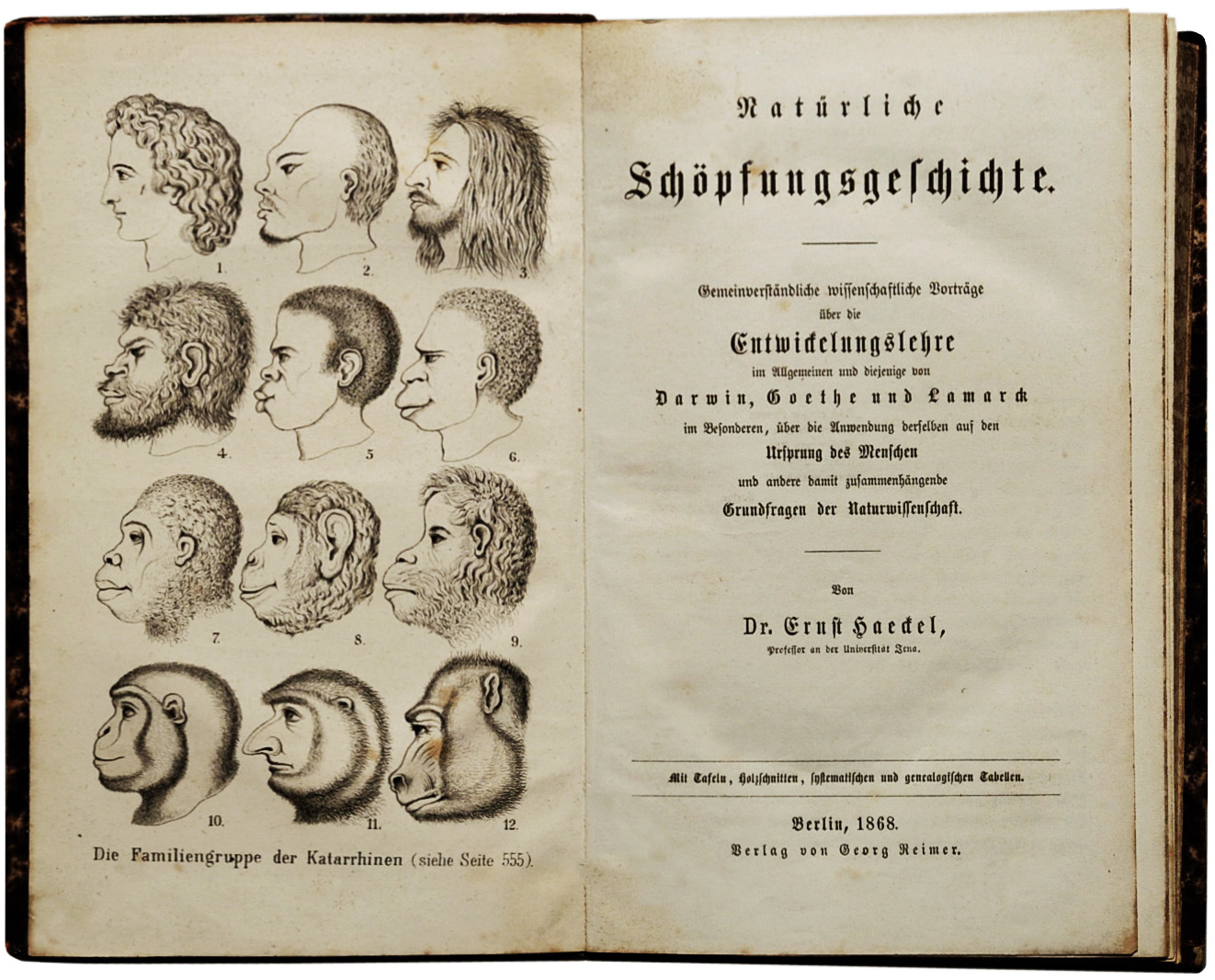
Frontispice de la première édition de l'ouvrage Natürliche Schöpfungsgeschichte (1868).

Avec son ouvrage Natürliche Schöpfungsgeschichte (1868) Haeckel entreprend une première fois de vulgariser les idées développées dans Generellen Morphologie. Malgré de gros défauts, que Haeckel remarque plus tard, l’Histoire de la création connait 9 éditions entre sa première parution et la publication des Énigmes de l'univers en 1899 et est traduite en 12 langues.
Il s'y interroge entre autres sur la région où l'Homme est apparu. Il estime que « la plupart des indices pointent vers l'Asie du sud », pour ajouter aussitôt « Peut-être est-ce sinon en Afrique que l'homme primitif (Urmensch) a succédé aux singes anthropomorphes ; ou peut-être sur un continent disparu depuis sous les eaux de l'Océan Indien [→ „Lemuria“], qui s'étendait au sud de l'actuelle Asie des îles de la Sonde jusqu'à Madagascar et l'Afrique. » Cet hypothétique homme primitif, Haeckel l'appelait Homo primigenius ou Pithecanthropus primigenius.
Les deux livres, Les Énigmes de l'univers et Les Merveilles de la vie (Lebenswunder) (1904) continuèrent dans la même voie, en débordant cependant de plus en plus largement le cadre de l'interprétation des faits biologiques dans le contexte de la théorie de l'évolution.

### Anthropogénie(1874)
Haeckel appliqua dans son ouvrage Anthropogénie (1874) les méthodes développées dans Generellen Morphologie aux Hommes. Après une introduction historique traitant de l'histoire des théories de l'évolution, il examine l'histoire de l'embryon humain, en présentant l'ovule, la fécondation, la disposition des feuillets embryonnaires et la circulation sanguine dans le sens de l'ontogenèse.
La troisième section traite de la phylogénie. Dans cette partie, Haeckel présente tout d'abord des vertébrés simples, puis différentes étapes de la lignée des ancêtres de l'Homme :
I. De la monère à la gastraea,
II. Du ver primitif au crâniote,
III. Du poisson primitif à l'amniote (= groupe des Reptiles, Oiseaux et Mammifères) et
IV. Du mammifère primitif au singe.
La quatrième section traite de l'évolution des systèmes d'organes (groupes d'organes fonctionnant ensemble) : la peau, le système nerveux, le système sensoriel, le système moteur, le système intestinal, le système cardiovasculaire et le système urogénital.
Enfin l'ouvrage se termine par un chapitre récapitulatif, dans lequel Haeckel réfute la conception duale, en particulier les croyances créationnistes et l'idée de fonctions cérébrales indépendantes de l'âme. Il esquisse également brièvement son monisme.

## Prises de position scientifiques et idéologiques

### Art et nature

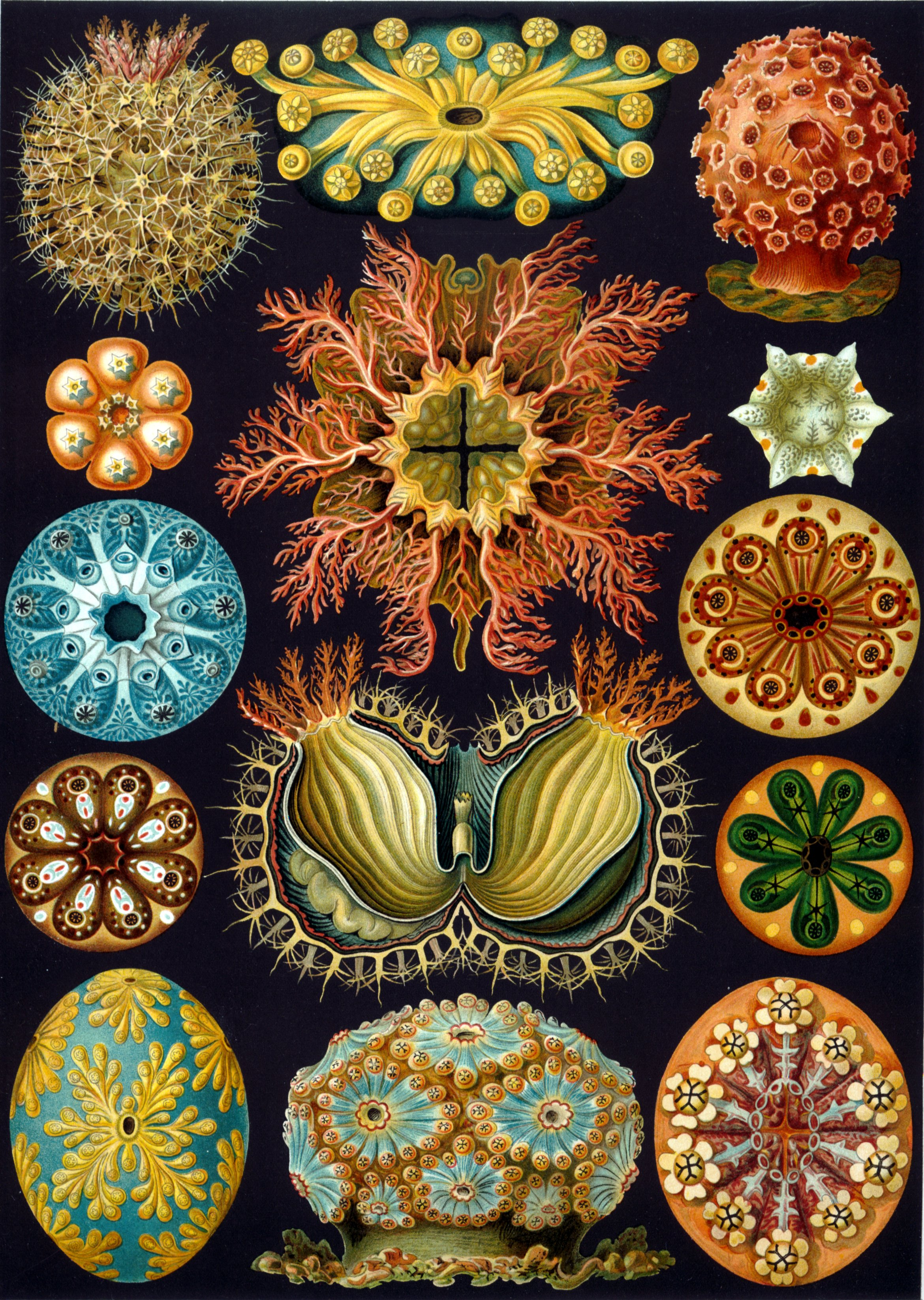
Illustration n° 85 Ascidiacea de Formes artistiques de la nature, 1904.

Pour Ernst Haeckel la biologie est fortement apparentée avec l'art. Son talent artistique est fortement marqué par la symétrie présente dans la nature, entre autres celles des micro-organismes monocellulaires comme les radiolaires. Ses images d'organismes présents dans le plancton et de méduses, illustrant l'impressionnante beauté du monde biologique, obtinrent une célébrité particulière. Si le succès est déjà présent dans ses monographies scientifiques, ses populaires ouvrages Kunstformen der Natur (Formes artistiques de la nature) qui paraissent de 1899 à 1904 sous la forme de nombreux cahiers, appartenaient au foyer de chaque personne cultivée à l'instar de la vie animale selon Alfred Brehm.
Ses représentations influencent l'art du début du XXe siècle. Ainsi les lustres en verre de Constant Roux du musée océanographique de Monaco utilisent des modèles de Haeckel, tout comme la porte monumentale de l'architecte français René Binet à l'exposition universelle de Paris en 1900. L'œuvre tabellaire de Binet « Esquisses décoratives », inspirée de Haeckel, fut une des bases de l'Art nouveau.
Sa maison (la Villa Medusa, aujourd'hui le musée Ernst-Haeckel) et le bâtiment du musée de phylogénie conçu par lui, à Iéna, réunissent l'art et la science ; par exemple dans les ornements de la façade et les aménagements intérieurs on aperçoit des méduses.

### Fondements de la biogénétique
Les observations de Haeckel sur le parallèle entre l'ontogenèse et la phylogénie sont les bases du postulat d'une relation causale entre les processus ontogéniques et ceux de l'évolution ; sa théorie se résume dans la phrase « Ontogenese rekapituliert Phylogenese » (l'ontogénèse récapitule la phylogénèse, théorie de la récapitulation).
Les observations, déjà réalisées par Karl Ernst von Baer, montrant que les stades précoces de l'ontogénèse d'organismes parents se ressemblent plus que les futures formes adultes restent valables. La conclusion d'une relation causale, tirée par Haeckel de ces observations, a longtemps été contestée et refusée en grande partie par les biologistes.
Les caractéristiques de base concordantes entre les organismes parents phylogénétiquement, sont expliquées dans le cadre de la théorie de l'évolution, étant donné qu'en règle générale, les nouvelles caractéristiques sont basées sur des caractéristiques déjà existantes. Une compréhension moderne des lois biogénétiques fondamentales suppose une compréhension de l'organisme comme quelque chose qui s'adapte sans cesse au système continuellement en train de s'édifier.

### Évolution et monisme

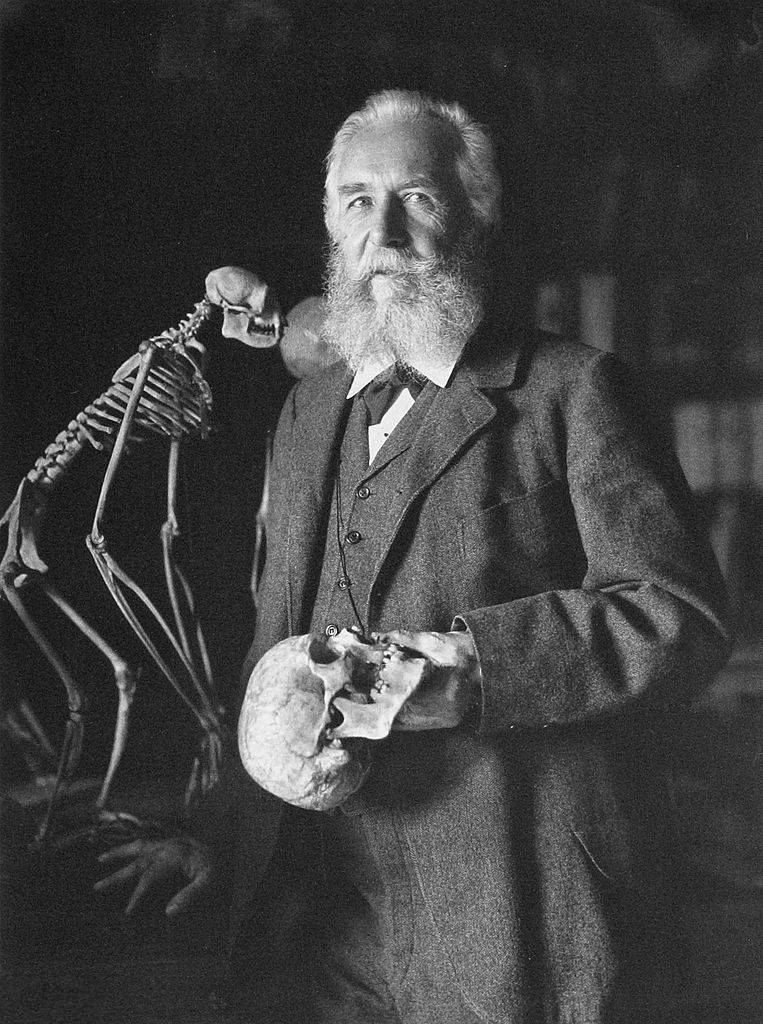
Ernst Hæckel en 1906.

Comme les tentatives de Hæckel pour prouver la théorie de l'évolution étaient imprécises et que Haeckel oppose les connaissances scientifiques à la religion, ces tentatives sont attaquées par les créationnistes. Hæckel est également critiqué, pour d'autres raisons, par le biologiste Stephen Jay Gould à la fin du XXe siècle. Philosophiquement, Haeckel professe une philosophie naturelle qui conçoit une unité de Dieu et du monde (« monisme »).
Ernst Hæckel n'est pas un athée strict. Certes, il rejette fortement toute intervention d'un être créateur (d'où ses vives altercations avec les créationnistes) ; il venait cependant d'un foyer chrétien et considère que la nature, jusqu'aux cristaux inorganiques, est animée. Pour lui la nature est un être divin. Dans ce cadre, il parle entre autres  de « mémoire cellulaire » (« Zellgedächtnis ») et de l' « âme des cristaux » (« Kristallseelen »).
Hæckel prend part en 1904 à Rome à un congrès international de libres penseurs qui réunit près de 2 000 personnes. Là-bas, il est nommé cérémonieusement « antipape » lors d'un déjeuner pris en commun. Et lors d'une manifestation qui s'ensuit sur le Campo Fiore devant le mémorial à Giordano Bruno, Ernst Hæckel attache une couronne de lauriers sur le monument. Haeckel accepte volontiers cet honneur : « Jamais encore, autant d'honneurs ne se sont manifestés à mon encontre que lors de ce congrès international » (« Noch nie sind mir so viele persönliche Ehrungen erwiesen worden, wie auf diesem internationalen Kongreß »). Cette provocation sur le siège papal déclenche une campagne massive et des attaques de la part des milieux ecclésiastiques. En particulier son intégrité scientifique est remise en cause, et il est décrit comme un faussaire et un menteur et traité de professeur simien. Néanmoins  reconnus font amende46 professeurs honorable pour Haeckel. Avec l'écriture de Sandalion - Eine offene Antwort auf die Fälschungs-Anklagen der Jesuiten (Sandalion, une réponse ouverte aux accusations de falsification des Jésuites), Hæckel démonte les accusations de falsification.
Le 11 janvier 1906, l'union moniste allemande (Deutscher Monistenbund) que Hæckel a déjà proposée à Rome, est fondée à Iéna à l'initiative de celui-ci. Il en est président d'honneur.
Ernst Hæckel appartient aux libres penseurs de premier plan et représentants des idées d'un progrès scientifique et orienté. Ses idées sont attractives pour les cercles de droite et nationaux mais aussi pour les cercles libéraux et de gauche. Les monistes autour de Haeckel avaient à l'époque beaucoup d'adeptes, parmi eux par exemple se trouvaient Ferdinand Tönnies, Henry van de Velde, Alfred Hermann Fried, Otto Lehmann-Rußbüldt, Helene Stöcker, Magnus Hirschfeld et Carl von Ossietzky. Une partie de ses idées est reprise par les nazis, qui rejetaient néanmoins le monisme. Le darwinisme social de Hæckel est utilisé en vue de conforter l'idéologie nazie.

### Pacifisme et mouvements pour la paix
Ernst Haeckel défend les idées pacifistes. Ainsi il appuie à travers des lettres le mouvement pacifiste de Bertha von Suttner (qui a lu les travaux de Haeckel et de Darwin et défend la théorie de l'évolution).
Au début de la Première Guerre mondiale, Haeckel défend néanmoins la participation allemande à la guerre et s'exprime de plus en plus de manière nationaliste. Haeckel signe le 2 octobre 1914, le Manifeste des 93, qui est également paraphé par 92 autres professeurs.

### Éthique et avenir
L’éthique moniste décrite dans Les Énigmes de l’univers, malgré ses prétentions révolutionnaires, n’outrepasse cependant pas, comme le remarque Iring Fetscher, les limites de la bienséance bourgeoise ordinaire. Haeckel construit néanmoins sur cette éthique une utopie qui transposerait socialement les progrès de la science et des techniques.

## Controverse

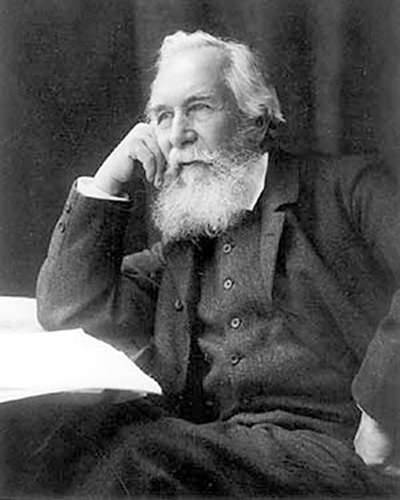
Ernst Haeckel.

### Racisme
André Pichot lui reproche d’avoir été l'un des premiers à proposer une classification des races humaines en s'appuyant sur la théorie de Darwin. Selon Haeckel, les races noires sont les plus proches du singe, tandis que les Indo-Germains (regroupant selon lui les Allemands, les Anglo-Saxons et les Scandinaves) constituent la forme la plus évoluée de l'humanité.
En cela Haeckel est l'héritier d'une iconographie et de préjugés racistes sur la suprématie du Blanc dans le règne animal et sur les autres « races » humaines qui existent avant le darwinisme. En 1799, la « Gradation linéaire de la chaîne des êtres » de Charles White analyse des séries menant des oiseaux aux crocodiles, des chiens aux singes et du singe à l'homme blanc qui est placé au sommet de la pyramide des êtres.
Ernst Haeckel voit dans la théorie évolutionniste une arme sociale. Ainsi, avec sa théorie de la récapitulation, il veut démontrer que le noble n'a pas plus de statut particulier dans la société qu'un autre être humain. Mais paradoxalement, il s’appuie également sur cette théorie pour établir la supériorité raciale des Blancs d'Europe du Nord.
Il fonde la Ligue moniste (de), destinée à propager ses idées, qui est aujourd’hui considérée comme l’un des centres intellectuels où s’élaborèrent la doctrine biologico-politique du nazisme[réf. nécessaire].
Selon André Pichot : « Aujourd'hui encore, certains biologistes se réfèrent à Haeckel en des termes louangeurs, en général moins pour ses travaux scientifiques (un peu oubliés) que pour la philosophie « moniste » qu'il a développée. Ces biologistes s'attachent souvent à son matérialisme et à son antipapisme, mais passent sous silence son racisme, son pangermanisme et les fantaisies un peu ésotériques de la fin de sa vie. Avec Charles Darwin et quelques autres, Haeckel fait partie d'une sorte de panthéon scientiste de la biologie moderne. »
André Pichot relève encore que le prestige et l'influence de Haeckel ont été très supérieurs à ceux de Arthur de Gobineau ou Georges Vacher de Lapouge (considérés habituellement comme les pères du racisme).

### Fraude scientifique
D'après Michael Richardson, embryologiste à la St. George’s Medical School, « c'est un des pires cas de fraude scientifique. Il est choquant de se rendre compte que quelqu'un qu'on croyait avoir été un grand savant induisait volontairement ses lecteurs en erreur. Cela me met en colère. Ce que Haeckel a fait était de prendre un embryon humain et de le dessiner, en prétendant que la salamandre, le porc et tous les autres avaient la même apparence au même stade de développement. Ce n'est pas vrai. Ces dessins sont des faux. »
Stephen Jay Gould a écrit, après avoir qualifié certains dessins de Haeckel de frauduleux (« fraudulent ») : « Nous ne devons donc pas nous étonner si les dessins de Haeckel entrèrent dans les manuels du dix-neuvième siècle. Mais nous avons le droit, je pense, d'être étonnés et honteux en songeant que durant un siècle, un recyclage insouciant a fait persister ces dessins  dans un grand nombre, sinon la majorité, des manuels modernes ! »

## Récompenses et distinctions
Il reçoit la médaille linnéenne en 1894, la médaille Darwin en 1900 et la médaille d’argent Darwin-Wallace en 1908. En 1914, il fut l'un des signataires du Manifeste des 93. Il est membre étranger de la Société zoologique de Londres depuis 1867.
- (12323) Haeckel, astéroïde.

## Galerie d'images

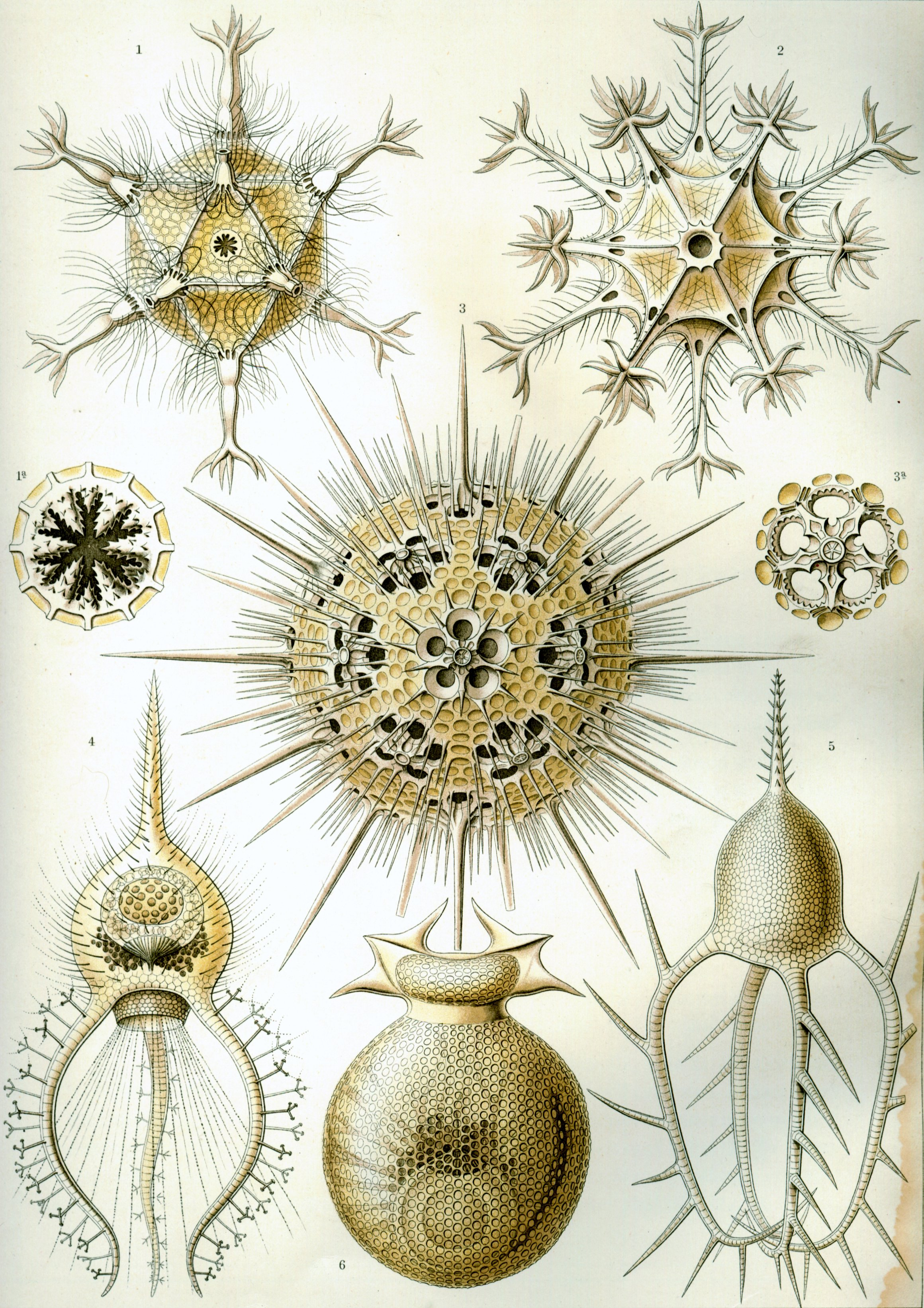
Clade des Phaeodaria, planche d'Haeckel extrait de Kunstformen der Natur (1904).
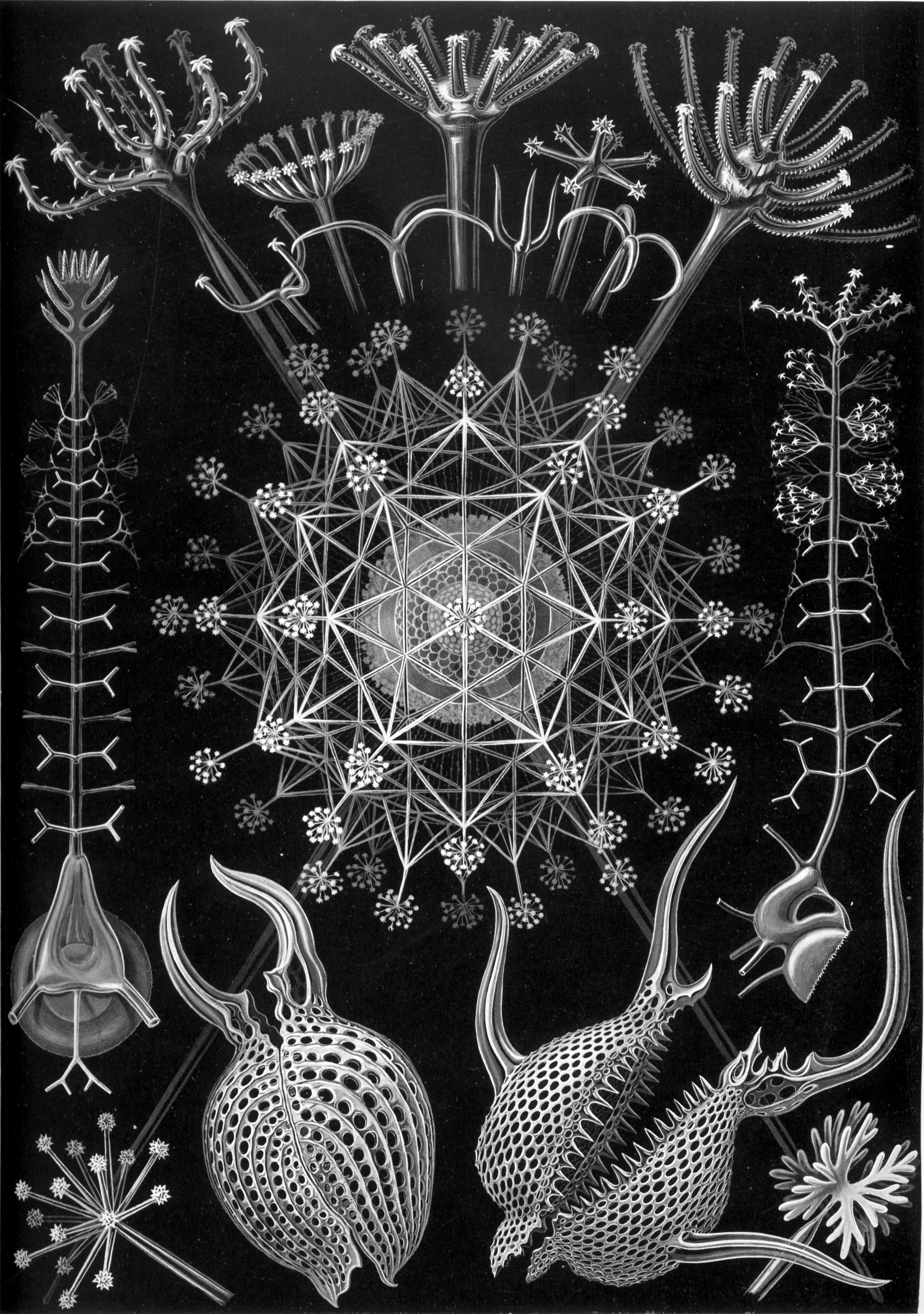
Seconde planche des Phaeodaria (ibid).
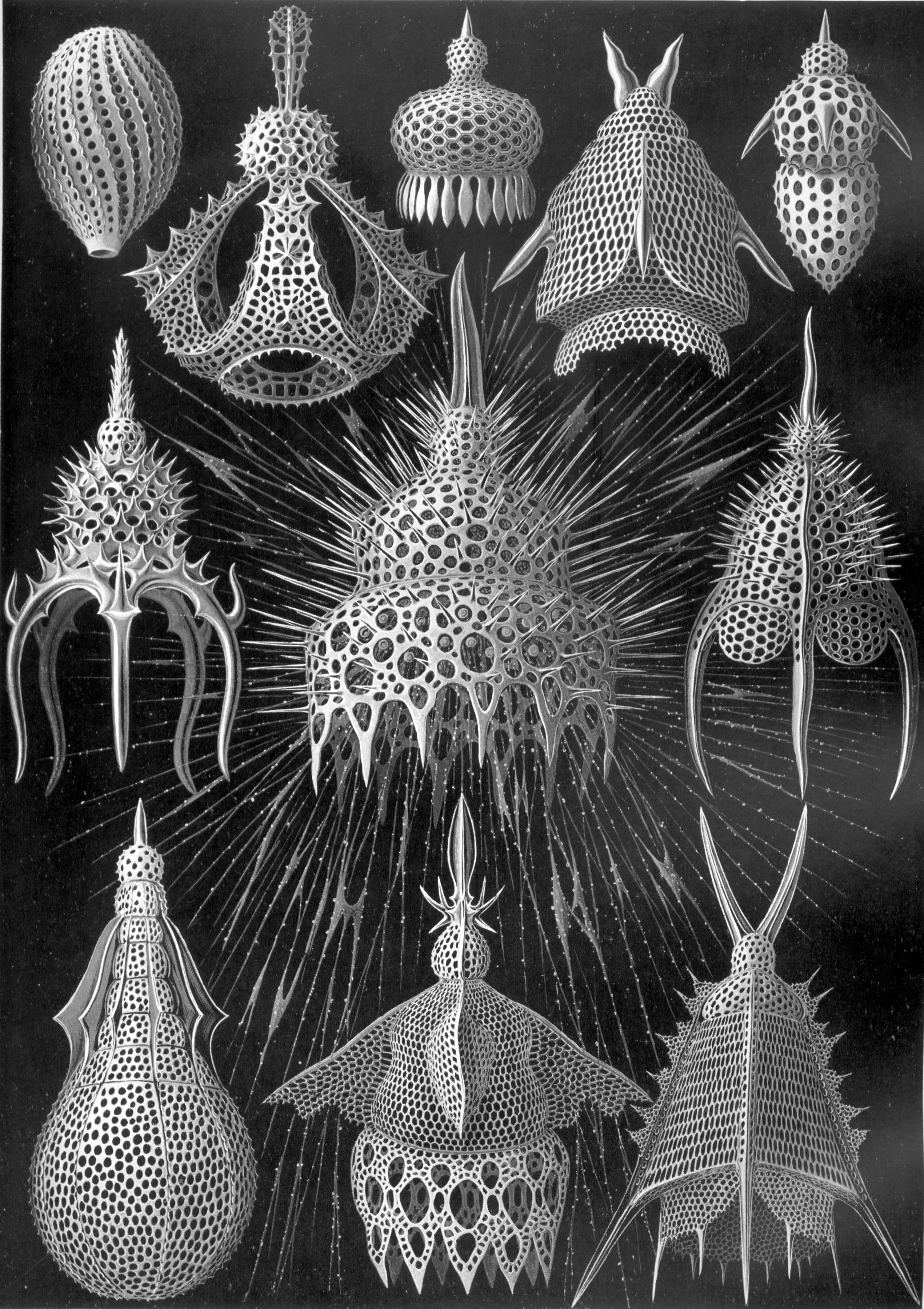
Clade des Cyrtoidea (ibid).
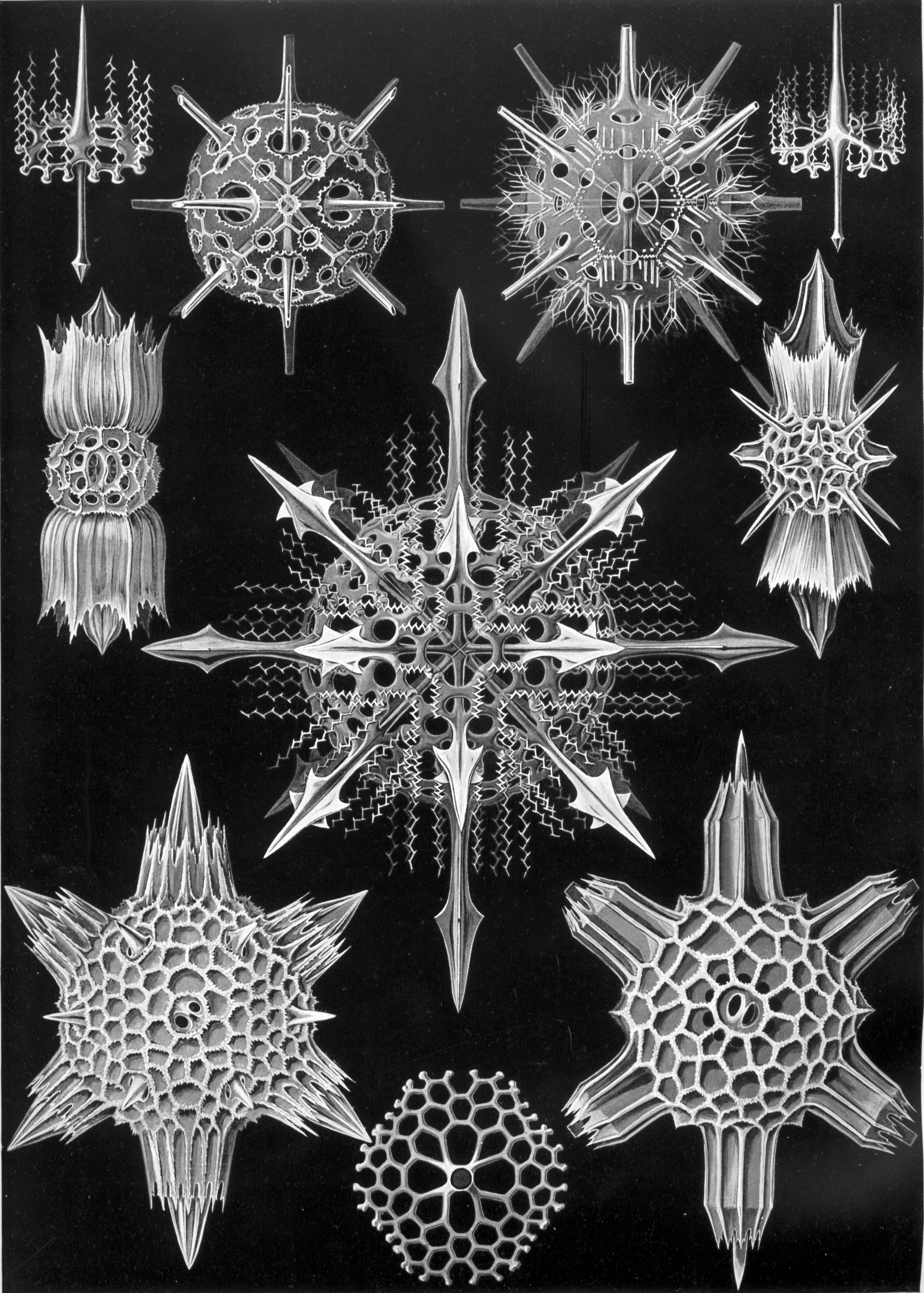
Clade des Acanthophracta (ibid).
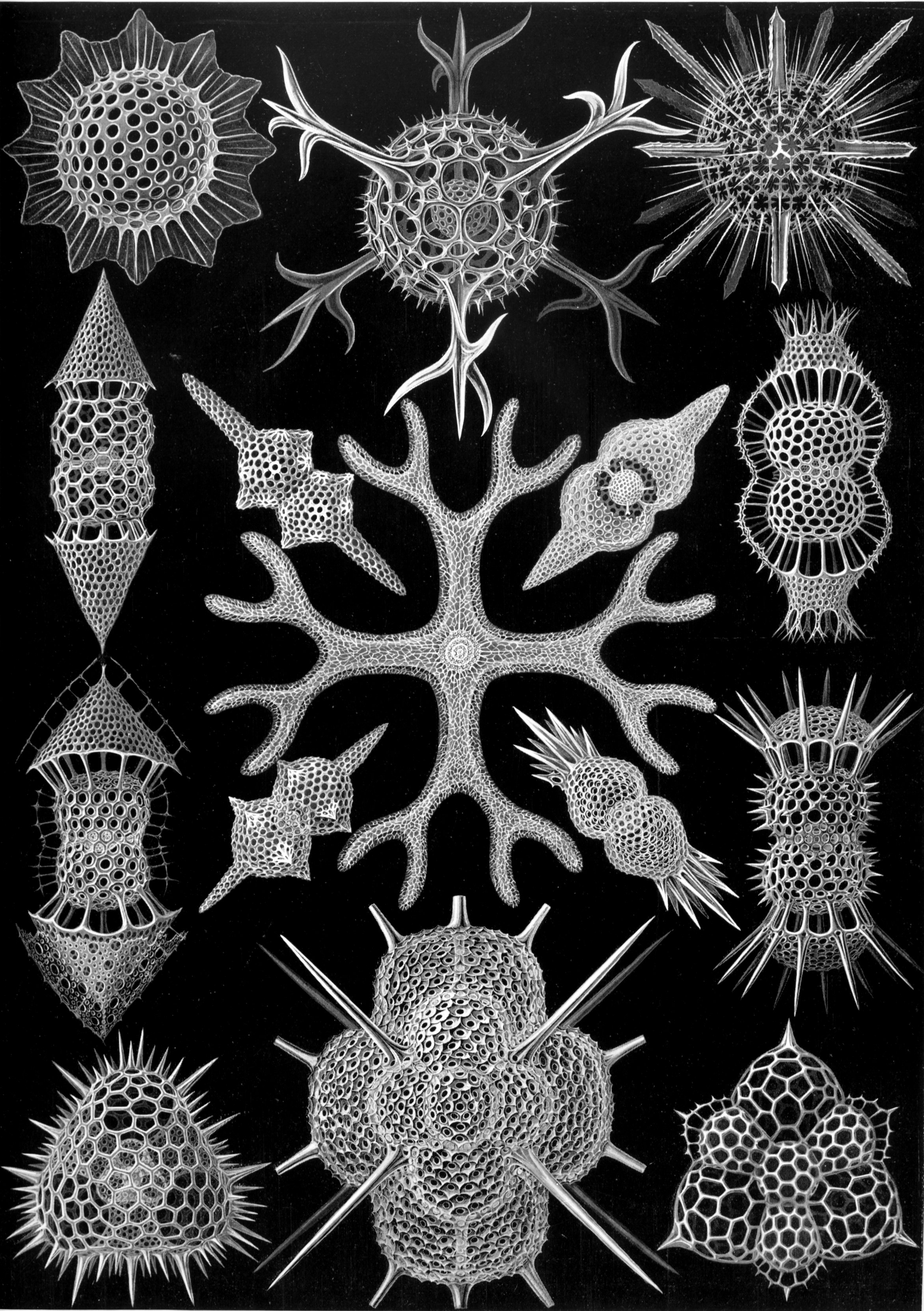
Clade des Spumellaria (ibid).
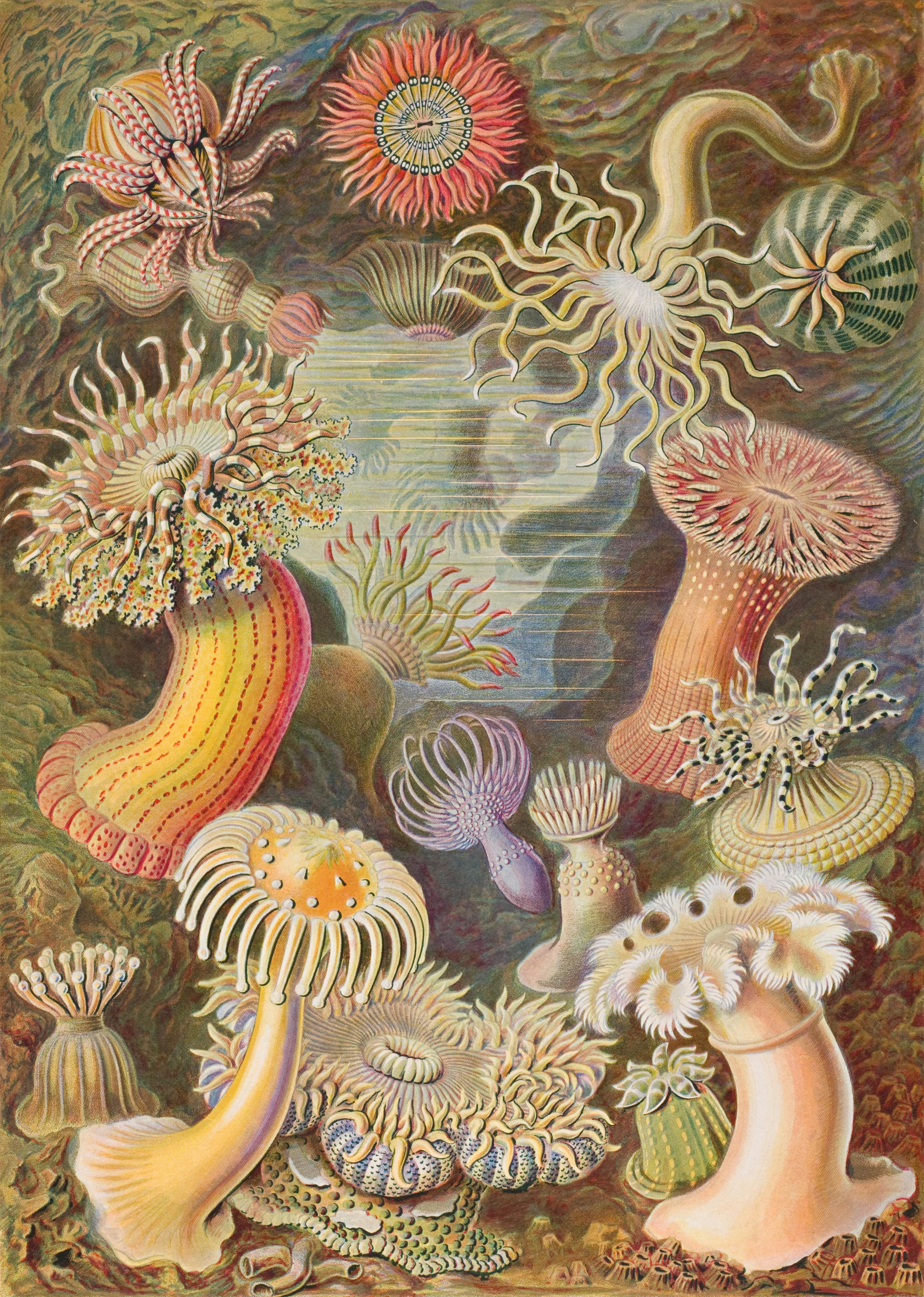
Anémones de mer (ibid).

### Arbres de la classification des espèces animales

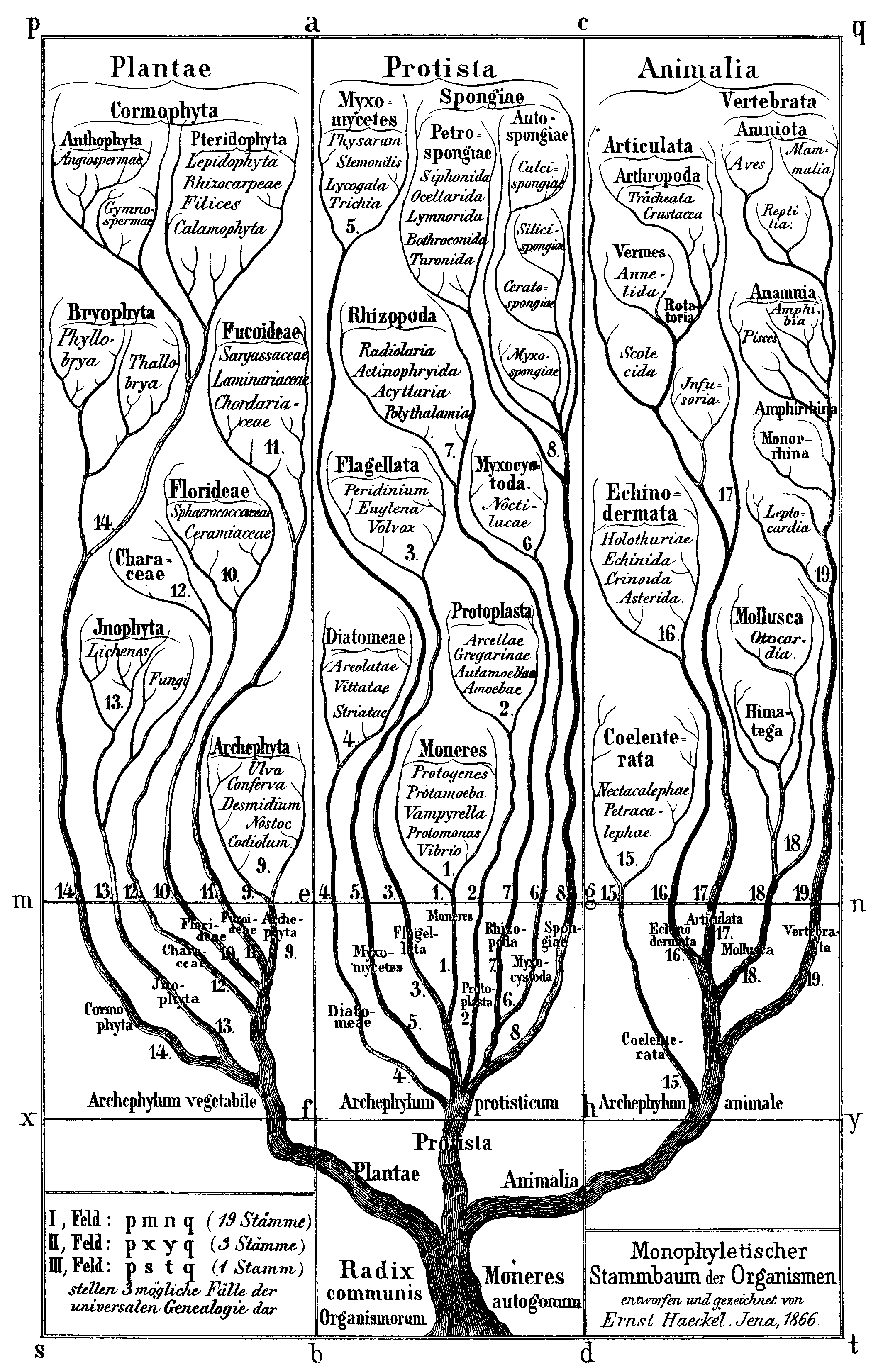
Version de 1866 montrant les plantes, les protistes et les animaux.
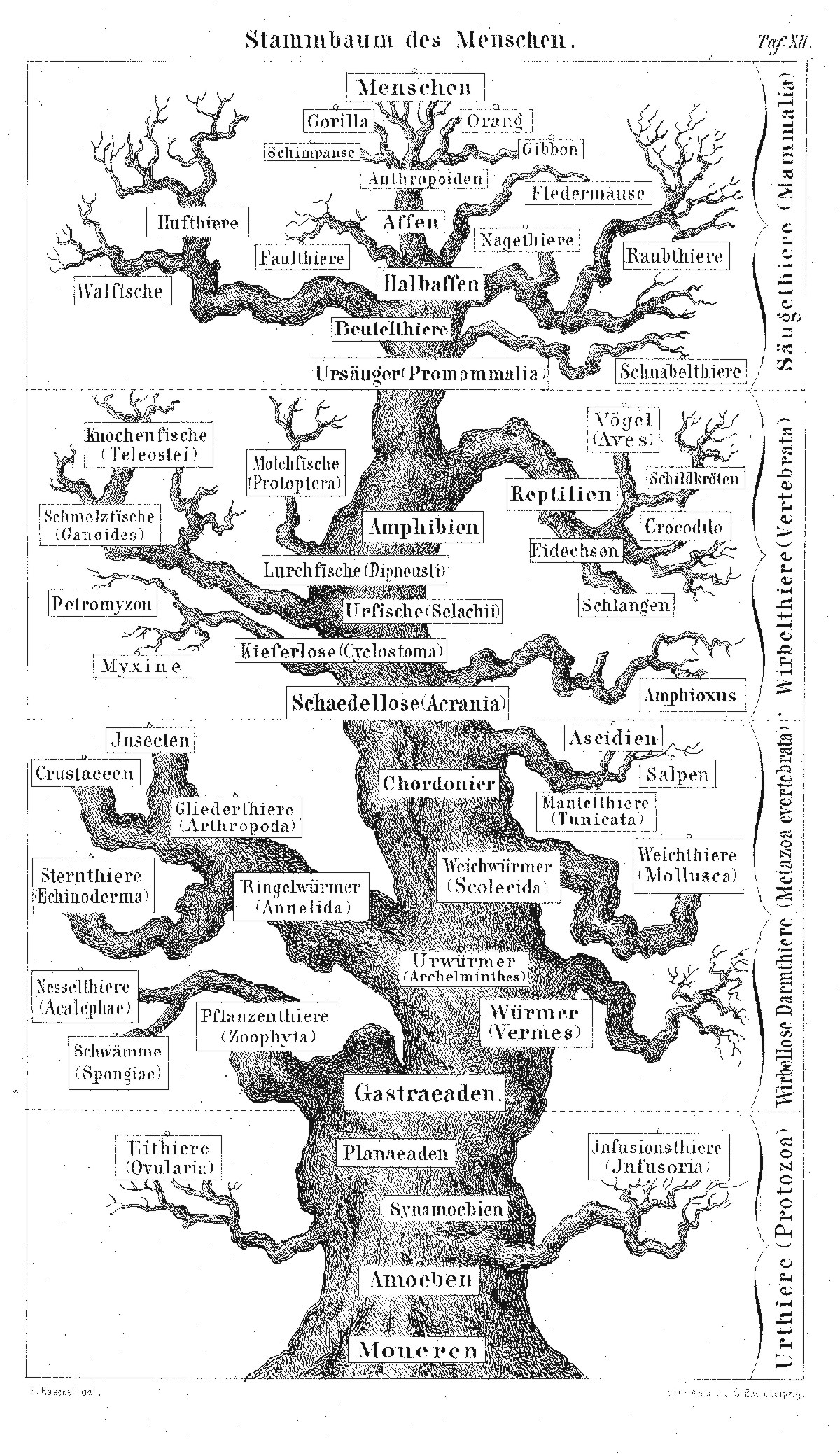
Version de 1874 conduisant à l'espèce humaine.